# Пейзаж с двумя козами
«Пейзаж с двумя козами» (таит. Tarari maruru, фр. Paysage Tahitien avec deux chèvres) — картина французского художника Поля Гогена из собрания Государственного Эрмитажа.
На картине изображены две светлых козы на склоне холма, правее и выше их стоит женщина в синем платье, у её ног — собака. Слева и выше, за стволами деревьев виден морской берег. В левом нижнем углу цветы лилий. Справа внизу трудночитаемое название картины на таитянском языке, подпись художника и дата: TARARU MARURU P. Gauguin 97.

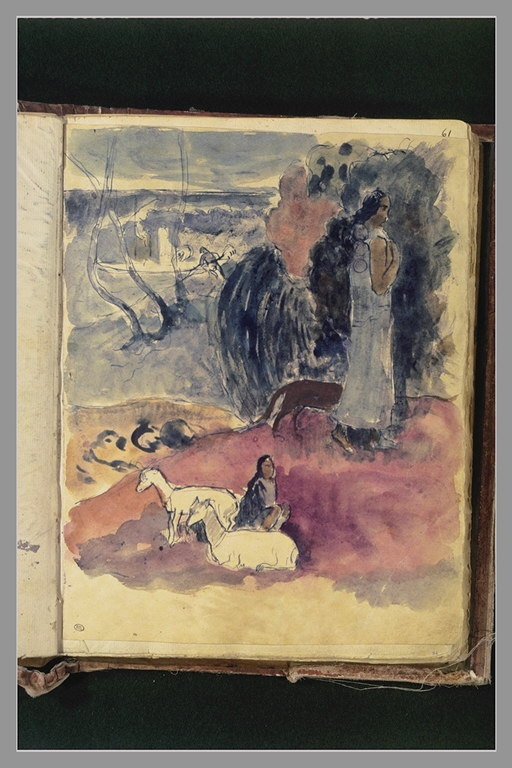
Страница из рукописи «Ноа Ноа». Лувр.

В коллекции департамента графики Лувра хранится рукопись книги Поля Гогена «Ноа Ноа». На листе 61 этой рукописи имеется акварельный рисунок — эскиз картины; в каталоге-резоне творчества Гогена, составленном Ж. Вильденштейном, ошибочно сказано, что эта акварель вклеена между страницами 61 и 62, вслед за Вильденштейном эту ошибку повторяет и А. Г. Барская. На эскизе возле коз видна небольшая женская/детская фигура, отсутствующая на финальной картине.
Как следует из авторской подписи, картина написана в 1897 году; 9 декабря 1898 года Гоген послал её с Таити в Париж в галерею Амбруаза Воллара, где её купил московский промышленник и коллекционер М. А. Морозов; точная дата покупки не установлена, но уже в 1900 году картина находилась в Москве в его особняке. После его смерти в 1903 году картину унаследовала его вдова М. К. Морозова, которая в 1910 году подарила её Третьяковской галерее. В 1925 году картина была передана в Государственный музей нового западного искусства. В 1934 году картина была передана в Государственный Эрмитаж. С конца 2014 года выставляется на четвёртом этаже здания Главного штаба, зал 412.
Из-за того что Гоген в качестве основы картины использовал некачественный джутовый холст и в целях экономии экспериментировал с красками, картина пришла в неудовлетворительное состояние и сильно потемнела. В связи с этим авторское название на картине первоначально было прочитано с ошибками: в каталоге ГМНЗИ было указано «Parahi maruru», а в эрмитажном каталоге 1976 года — «Farari maruru». Причём Б. Даниельссон ещё в 1964 году в своей книге дал верное прочтение надписи «Tarari maruru». С переводом таитянского названия есть сложности: его можно перевести как «Ублаготворение маленьких рожек» или «Ублаготворение Тарари» — если слово Tarari считать за имя собственное. Б. Даниельсон признаёт, что оба предположения никак не передают смысла сюжета.
После реставрации картина была продублирована на новый холст.
«Пейзаж с двумя козами» тесно связан с большим полотном Гогена «Откуда мы пришли? Кто мы? Куда мы идём?» (Музей изящных искусств, Бостон): женская фигура возле идола на бостонской картине совпадает с женской фигурой на эрмитажной работе. А. Г. Костеневич считает, что изображение коз на «Пейзаже…» близко к козам, присутствующим на другой картине Гогена из эрмитажного собрания — «Мужчина, собирающий плоды с дерева», однако при визуальном сравнении картин видно, что козы на них изображены с разного ракурса и в разных позах.